# سیارک ۲۳۱۶
سیارک ۲۳۱۶ (به انگلیسی: 2316 Jo-Ann، نامگذاری:1980RH) دو هزار و سیصد و شانزدهمین سیارک کشف شده‌است که در ۲ سپتامبر ۱۹۸۰ کشف شد.
قدر مطلق سیارک برابر ۱۲٫۷۰ است.